# Alpen-Bärentraube
Die Alpen-Bärentraube (Arctostaphylos alpina) ist eine Pflanzenart aus der Gattung Bärentrauben (Arctostaphylos) innerhalb der Familie der Heidekrautgewächse (Ericaceae).

## Beschreibung

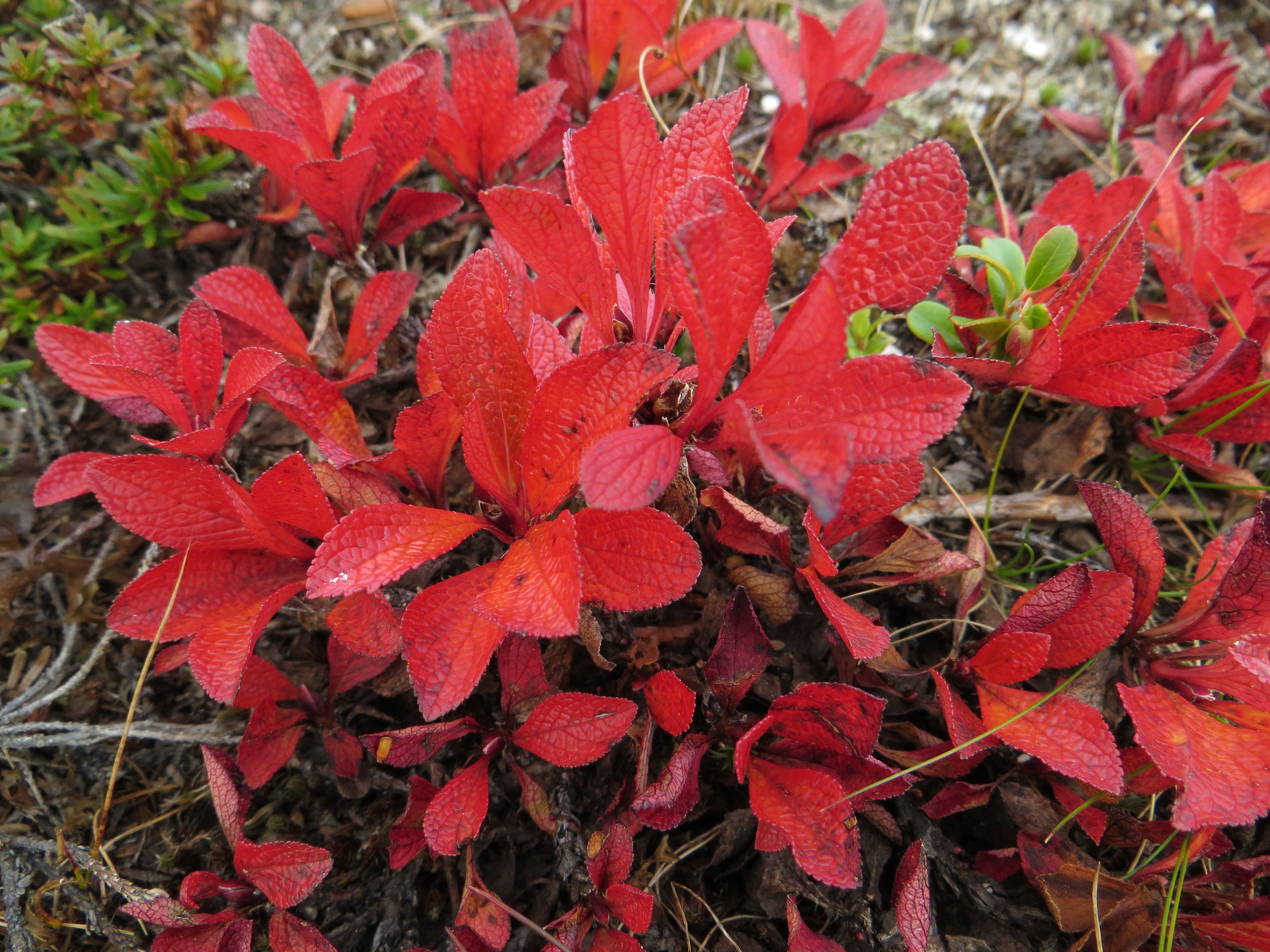
Laubblätter in Herbstfärbung

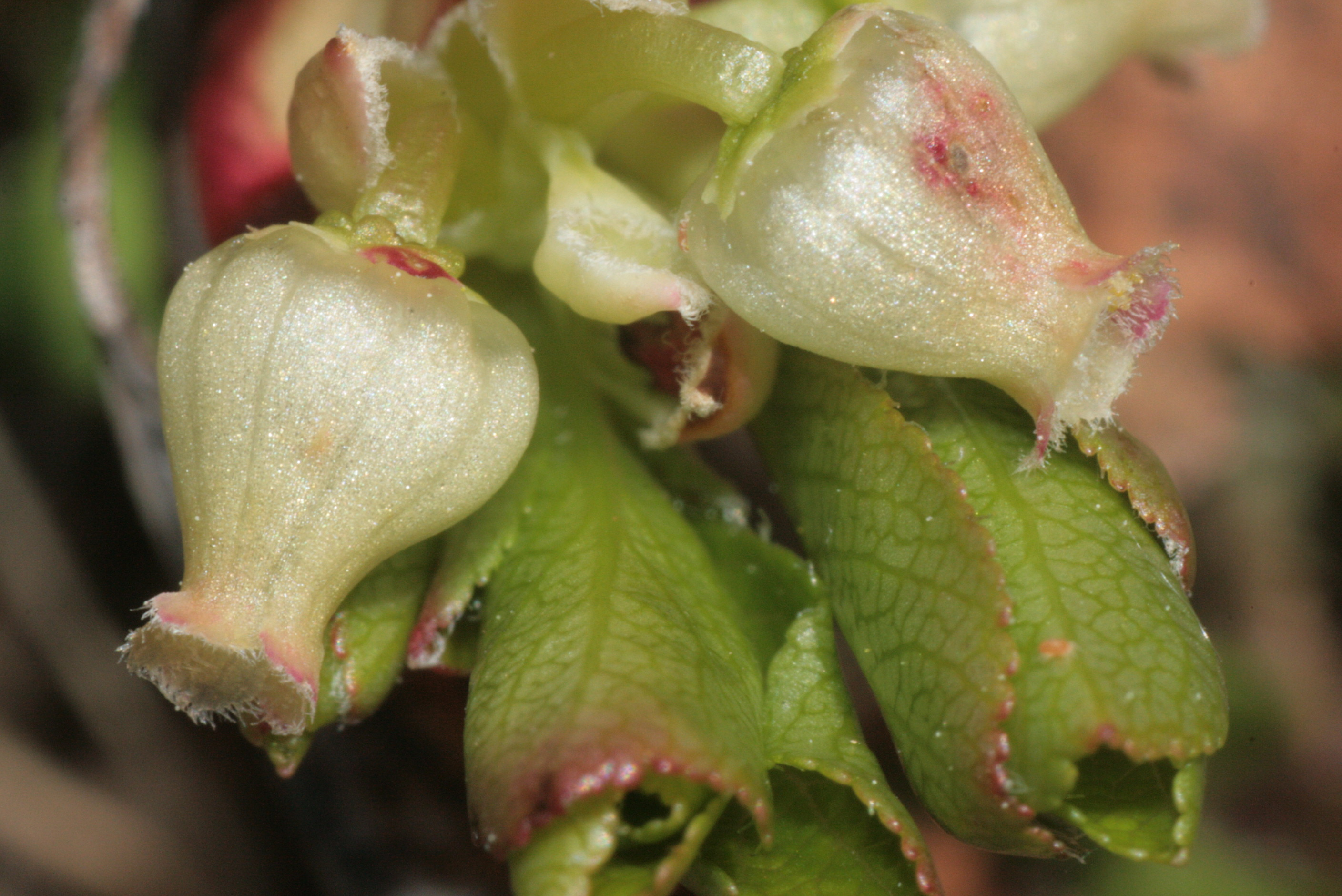
Blüten mit weißlichen bis rosafarbenen Kronen

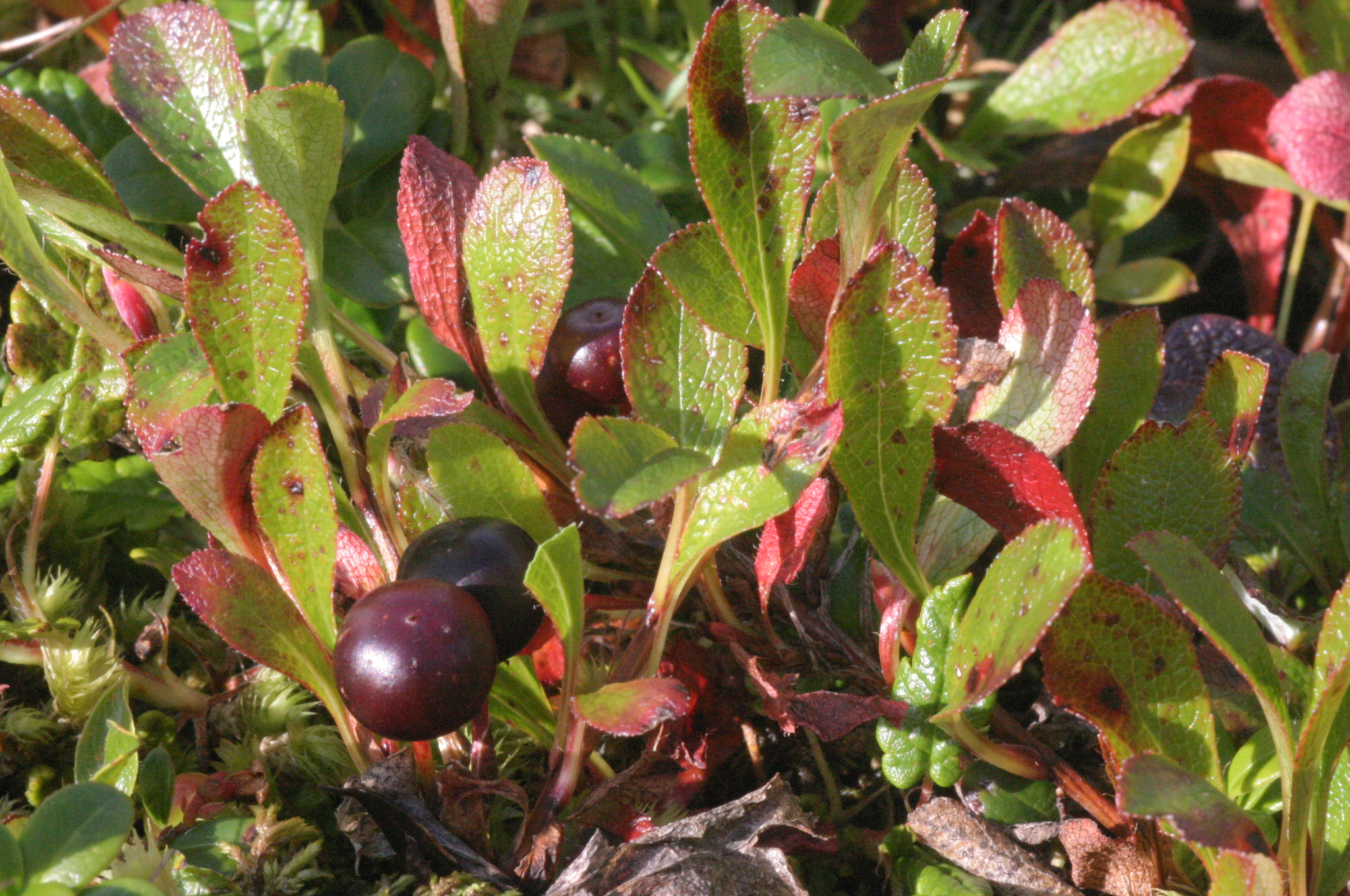
Steinfrüchte

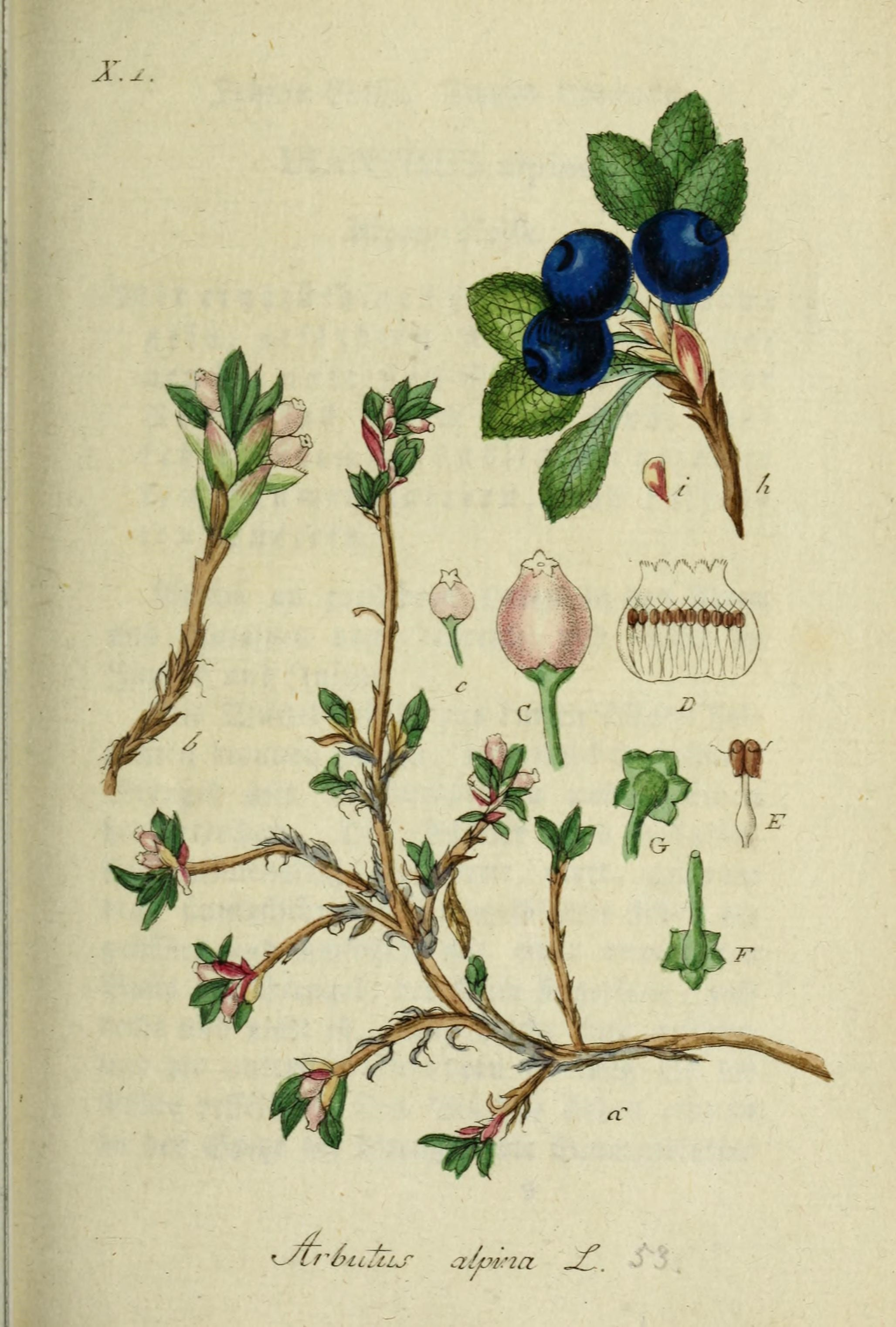
Illustration aus Deutschlands Flora in Abbildungen nach der Natur

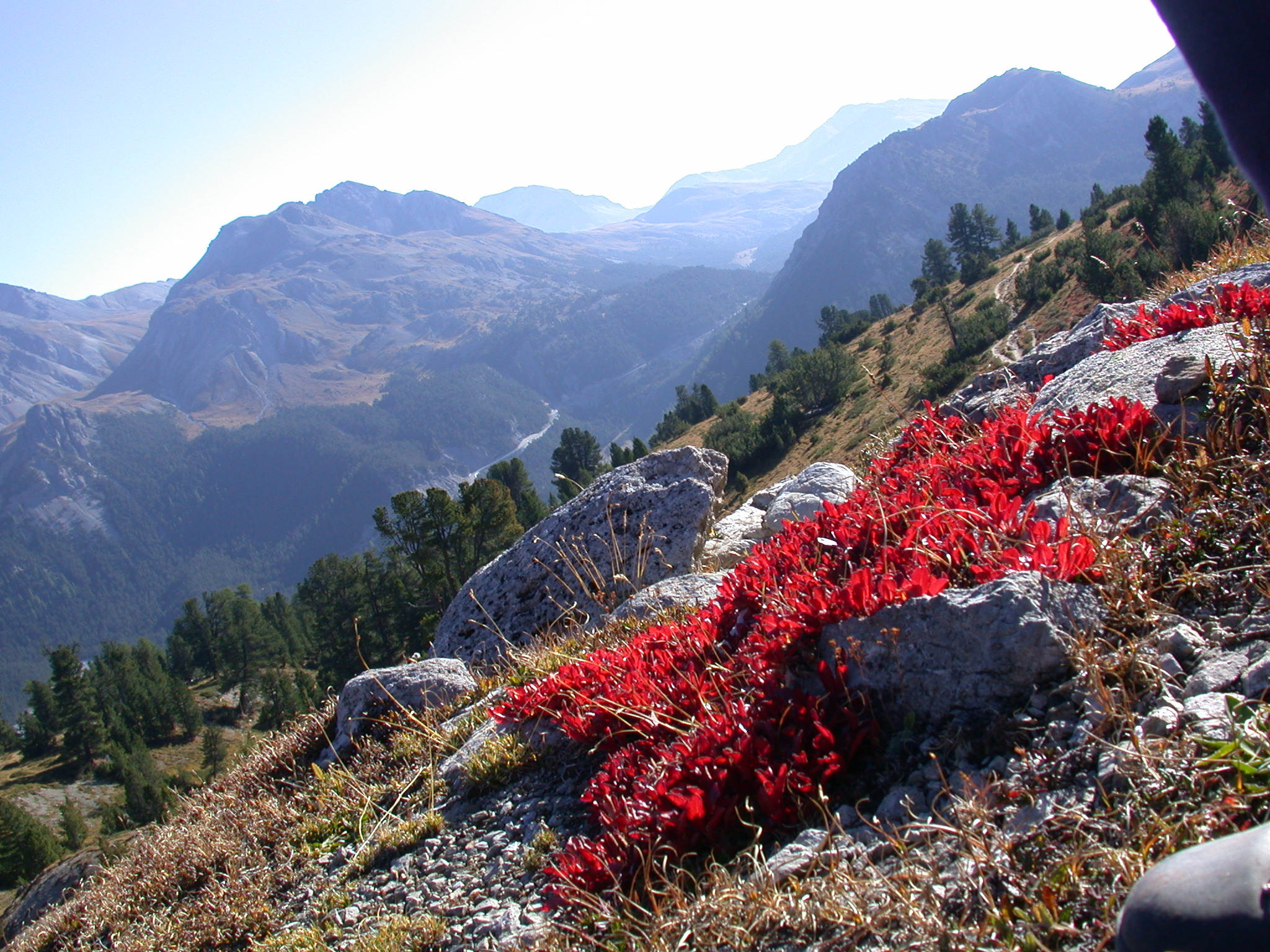
Habitus und Herbstfärbung im Habitat

### Vegetative Merkmale
Die Alpen-Bärentraube ist ein sommergrüner Zwergstrauch, dessen kriechende Zweige bis zu 50 Zentimeter lang sind und sabei erreicht er aber nur Wuchshöhen von bis zu 10 Zentimetern mit kurz aufsteigenden Endtrieben.
Die einfachen Laubblätter sind bei einer Länge von bis zu 5 Zentimetern lang, verkehrt-eiförmig, fein gesägt, zum Grund hin lang bewimpert und haben eine etwas runzelige Oberseite mit eingeprägter Nervatur.

### Generative Merkmale
Der traubige Blütenstand enthält nur zwei bis fünf Blüten. Der Blütenstiel ist etwas länger als die Blüte und steht in der Achsel eines Tragblatts.
Die zwittrigen Blüten sind radiärsymmetrisch und fünfzählig mit doppelter Blütenhülle. Der Kelch ist fünfzipflig und hat nur ein Viertel der der Länge der Krone. Die Kelchzipfel sind dreieckig und schwach bewimpert. Die rosafarbene bis grünlich-weiße Blütenkrone ist bei einer Länge von etwa 5 Millimetern kugelig-krugförmig, mit kleiner Öffnung und endet in fünf nach auswärts gebogenen Kronzipfeln. Die Blüte enthält zehn Staubblätter und ein verwachsenblättriges Gynoeceum. Der Fruchtknoten ist kugelig und fünffächrig und am Grund von einem zehnwulstigen Nektarring umgeben. Der Griffel ist etwas länger als die Staubblätter.
Die zunächst roten, ausgereift dann schwarzen Steinfrüchte weisen einen Durchmesser von etwa 9 Millimetern auf.
Die Chromosomengrundzahl beträgt x = 13.

## Ökologie und Phänologie
Blüten und Laubblätter erscheinen gleichzeitig im Mai oder Juni. Im Herbst verfärben sich die Laubblätter sehr auffällig leuchtend purpurrot.
Die Alpen-Bärentraube kann ein hohes Alter erreichen, es wurden auf der Halbinsel Kola an einem Stämmchen mit 14 Millimeter Durchmesser 84 Jahresringe gezählt. Die Vermehrung erfolgt sowohl vegetativ als auch generativ. Bei der Bestäubung scheint Selbstbestäubung vorzuherrschen.
Die Laubblätter der Alpen-Bärentraube werden auch von Nacktbasidien besiedelt. Exobasidium vaccinii-myrtilli erzeugt einen weißmehligen Überzug auf der Blattunterseite. Exobasidium angustisporum erzeugt vergrößerte Blätter.

## Vorkommen
Die Alpen-Bärentraube ist arktisch-alpin auf der Nordhalbkugel verbreitet. Sie hat Fundorte im gemäßigten Asien von Sibirien über den Altai bis zur Mongolei; in Europa kommt sie weit im Norden vor und in den Gebirgen mit einer südlichen Grenze in Italien, dem Balkan und in Spanien; von Grönland über den arktischen Norden bis zu den US-Bundesstaaten Maine und New Hampshire tritt Arctostaphylos alpina in Nordamerika auf. In Japan kommt Arctostaphylos alpina var. japonica Hultén vor.
Die Alpen-Bärentraube ist nicht häufig und wächst auf Feinerde und mäßig saurem feuchtem Humus in schattigen, lang schneebedeckten Zwergstrauchheiden und Legföhrengebüsch in subalpinen bis unteralpinen Höhenstufen. In den Allgäuer Alpen steigt sie von 820 Metern westlich des E-Werkes Bruck in Bayern bis über 2000 Meter auf. Im Tessin erreicht sie eine Höhenlage von 2650 Meter, in Graubünden eine Höhenlage von 2660 Meter. Arctostaphylos alpina ist in Mitteleuropa eine Charakterart des Arctostaphylo alpinae-Loiseleurietum, kommt aber auch im Erico-Rhododendretum hirsuti vor.
Die ökologischen Zeigerwerte nach Landolt et al. 2010 sind in der Schweiz: Feuchtezahl F = 3+ (feucht), Lichtzahl L = 3 (halbschattig), Reaktionszahl R = 3 (schwach sauer bis neutral), Temperaturzahl T = 1+ (unter-alpin, supra-subalpin und ober-subalpin), Nährstoffzahl N = 2 (nährstoffarm), Kontinentalitätszahl K = 2 (subozeanisch).

## Taxonomie
Die Erstveröffentlichung erfolgte unter dem Namen (Basionym) Arbutus alpina durch Carl von Linné in Species Plantarum, Tomus I, S. 395. Die Neukombination zu Arctous alpina (L.) Nied. wurde 1889 durch Franz Josef Niedenzu in Botanische Jahrbücher für Systematik, Pflanzengeschichte und Pflanzengeographie, Band 11, 2, S. 144 veröffentlicht.

## Nutzung
Die Früchte werden roh oder gegart gegessen. Sie sind sehr saftreich, aber etwas bitter. Nach dem Garen schmecken sie viel besser. Die medizinischen Wirkungen wurden untersucht.

## Trivialnamen
Es gibt auch die Trivialnamen Galopsstaude und Garlobsstauden.